# Полоцк
Полоцк (блр. По́лацк, рус. По́лоцк) град је у Витебској области Белорусије и административни центар истоименог рејона. Један је од најстаријих и најлепших градова у Белорусији и древни град Кијевске Русије. Налази се на ушћу реке Полоте у Западну Двину. Према процени из 2012. у граду је живело 84.593 становника. Захваљујући бројним црквама и манастирима носи епитет духовног центра Белорусије.

## Историја града
Град Полоцк се први пут у писаним документима помиње 862. године у Повести минулих лета као „Полотескъ”. На његовим темељима је средином X века настала моћна Полоцка кнежевина.
Први познати владар кнежевине био је Рагвалод Полоцки (умро око 978. године). Године 992. основана је Полоцка епархија (по неким изворима то се десило 1104). Најмоћнији владар кнежевине био је књаз Вишеслав Брјаниславич (1044—1101) и за време његове владавине изграђен је храм Свете Софије, један од најстаријих и најлепших храмова Руске православне цркве. Вишеславов син Борис је на улаз у храм поставио велику стену на којој је дао уклесати податке о храму који су видљиви и данас. Вишеславова унука, монахиња Ефросинија је 1125. године основала женски манастир (данас Спасењски манастир Свете Ефросиније) а по њеној жељи, велики мајстор Лазар Богша је направио престони крст (ремек дело белоруске рано хришћанске уметности) који је симбол и заштитник данашње Белорусије (Крст Свете Ефросиније Полоцке). 
Године 1240. Полоцк је изгубио своју самосталност и постао вазални посед Литванских принчева. У наредним деценијама град је прелазио из руке у руку разних освајача из суседних кнежевина, и сви су за собом остављали неке материјалне трагове (крајем XIX века у граду се налазило чак 23 јеврејске синагоге, 8 православних храмова, те католичка и лутеранска црква).
23. маја 1910. пренесене су мошти Свете Ефросиније из Кијевске-печерске лавре у њену задужбину Спасо Преображенску цркву.
У састав Белоруске ССР град је ушао 1924. године. Током Другог светског рата град је био окупиран од стране војске Вермахта и делио је трагичну судбину осталих белоруских градова. Од 1991. налази се у саставу Републике Белорусије.

## Становништво
Према процени, у граду је 2012. живело 84.593 становника.
| 1979.  | 1989.  | 1999.  | 2009.  | 2012.  |
| ------ | ------ | ------ | ------ | ------ |
| 71.152 | 76.837 | 76.837 | 82.547 | 84.593 |

## Градске знаменитости
Полоцк је град препун средњовековних цркава и манастира, и других старих грађевина непроцењиве културне вредности.
- Софијски сабор (грађен од 1044. до 1066. а обновљен 1710) је један од најстаријих храмова Руске православне цркве (заједно са Кијевским и Новгородским црквама) и најстарија камена грађевина у данашњој Белорусији која је још у функцији.
- Спасо-Ефросинијски манастир (основан 1128. године) је манастирски комплекс кога чине три цркве.
- Богојављенски манастир је основан 1582. године.

- Борисов камен - споменик белоруске епиграфике из XII века.

## Занимљивости
- прва градска библиотека основана је у XII веку
- прва школа у граду је отворена 1580. (језуитски келегијум)
- Франциск Скорина (рођен у Полоцку око 1490) је први направио штампано издање Библије на староруском језику 1517. године
- Полоцк је по неким истраживањима Географски центар Европе[7]
- године 2010. град је био културна престоница Белорусије[8]

## Галерија
- Софијски сабор
- Софијски сабор
- Борисов камен
- Богојављенски манастир
- Богојављенска црква
- Манастир Свете Ефросиније
- Манастир Свете Ефросиније
- Споменик Ефросинији Полоцкој
- Споменик Франциску Скорини
- Некадашња лутеранска црква
- Црква Свете Богородице Заштитнице
- Баболовска црква

- Споменик ратним херојима из 1812. године
- Полоцк - географски центар Европе
- Скулптура у оквиру „Музеја детета”
- Меморијални комплекс „Хумка бесмртних” из 1961.
- Споменик владики Симеону Полоцкому
- Споменик „Ослободиоцима Полоцка”
- Војнички споменик (1989)

## Градови побратими
- Електростаљ, Русија, рус.
- Тосна, Русија, рус.
- Велики Новгород, Лењинградска област, Русија, рус.
- Великије Луки, Русија, рус.
- Суојарви, Карелија, Русија рус.
- Јонава, Литванија, литв.
- Тракај, Литванија, литв.
- Вентспилс, Летонија, лет.
- Камјањец Подиљски, Украјина, укр.
- Обухив, Украјина, укр.
- Балти, Молдавија, рум.
- Јарослав, Пољска, пољ.
- Гдањск, Пољска, пољ.
- Готланд, Шведска, швед.
- Фридрихсхафен, Немачка,

## Рефенце
1. ↑  „Национални катастар Р. Белорусије”. Архивирано из оригинала 04. 03. 2016. г. стање на дан 1. јануар 2011.
2. ↑  Пешикан; Јерковић; Пижурица (2010). Правопис српскога језика. Нови Сад: Матица српска, стр. 179.
3. ↑  Сапунов, А. П. Исторические судьбы Полоцкой епархии с древнейших времен до половины XIX в. — Витебск, 1889.
4. ↑  The New Cambridge Medieval History: c. 1300-c. 1415. pp. 706
5. ↑  Полоцк//Энциклопедический словарь Брокгауза и Ефрона у 86 томова, Санкт Петербург 1890—1907.
6. 1 2 3 4 5  „BELARUS: Cities & Settlements”. City Population. Приступљено 17. 2. 2013.
7. ↑  „TUT.BY”. Архивирано из оригинала 03. 06. 2008. г. Приступљено 23. 4. 2013. Текст „НОВОСТИ — В Полоцке установлен памятный знак «Географический центр Европы» — Общество — 31.05.2008, 13:21” игнорисан (помоћ)
8. ↑  „БЕЛТА”. Приступљено 23. 4. 2013. Текст „ Полоцк официально стал культурной столицей Беларуси 2010 года 21.01.2010 12:06 ” игнорисан (помоћ)[мртва веза]